# Leptorchestes
Genre
Leptorchestes est un genre d'araignées aranéomorphes de la famille des Salticidae.

## Distribution
Les espèces de ce genre se rencontrent en Europe, en Afrique et dans l'Ouest de l'Asie.

## Liste des espèces
Selon World Spider Catalog (version 18.0, 16/04/2017) :
- Leptorchestes algerinus Wesołowska & Szeremeta, 2001
- Leptorchestes berolinensis (C. L. Koch, 1846)
- Leptorchestes mutilloides (Lucas, 1846)
- Leptorchestes peresi (Simon, 1868)
- Leptorchestes separatus Wesołowska & Szeremeta, 2001
- Leptorchestes sikorskii Prószyński, 2000

## Publication originale
- Thorell, 1870 : On European spiders. Part 2. Nova acta Regiae Societatis Scientiarum Upsaliensis, sér. 3, vol. 7, p. 109-242 (texte intégral).